# Nautii
Légende :
♦Patricien, ♦Plébéien, ♦Consulaire, ♦Sénatorial, ♦Équestre
Gens et Liste des gentes romaines
Les Nautii sont des patriciens membres de la gens romaine Nautia. Les principaux membres connus vivent aux débuts de la République romaine, durant les Ve et IVe siècles av. J.-C.. Ils ont pour cognomen Rutilus (« roux » en latin).

## Origines
On sait peu de choses sur l'origine du nomen Nautius, ni s'il a un lien avec Nauta, un marin. Les Nautii eux-mêmes prétendaient descendre de Nautes ou Nautius, un compagnon d'Énée, qui rapporta de Troie le Palladium, une statue sacrée d'Athéna. Ses descendants, les Nautii, auraient protégé et entretenu le Palladium jusqu'à l'époque romaine,,.

## Principaux membres
- Spurius Nautius Rutilus
  - Spurius Nautius Rutilus, fils du précédent, consul en 488 av. J.-C.
    - Caius Nautius Rutilus, fils du précédent, consul en 475 et 458 av. J.-C.
    - Spurius Nautius Rutilus, frère du précédent
      - Spurius Nautius Rutilus, fils du précédent, tribun consulaire en 424 av. J.-C.
      - Spurius Nautius Rutilus, frère du précédent, tribun consulaire en 419, 416 et 404 av. J.-C. et consul en 411 av. J.-C.
- Spurius Antius/Nautius, un des quatre ambassadeurs envoyés à Fidènes en 438 av. J.-C., exécutés sur ordre de Lars Tolumnius de Véies. Une statue est érigée en son honneur sur les Rostres du Forum Romain.
- Spurius Nautius Rutilus, consul en 316 av. J.-C.
- Caius Nautius Rutilus, consul en 287 av. J.-C.
- Nautius (Rutilus), tribun militaire en -256, pendant la première guerre punique, s'opposa au plan du consul Marcus Atilius Regulus de guerre en Afrique, mais Regulus le menaça de mort s'il n'obéissait pas à ses ordres.
- Gaius Nautius Q. f., sénateur en -129